# Polynucleobacter cosmopolitanus
Espèce
Polynucleobacter cosmopolitanus est une bactérie aquatique aérobie, non motile et chimioorganotrophe. Elle appartient au genre Polynucleobacter, du phylum des Proteobacteria, et a été isolée dans des eaux douces d'Eurasie, d'Amérique du Sud et du Nord, d'Afrique, d'Océanie, de l'archipel Hawaïen, de lacs japonais et d'un estuaire du nord de Taïwan. La souche type de l'espèce a été isolée du lac de Mondsee en Autriche.

## Étymologie
Le nom de genre Polynucleobacter provient du grec polus voulant dire "plusieurs", "nombreux", du latin nucleus qui désigne une "petite noix" et fait référence au noyau et du néolatin bacter, signifiant "bâtonnet" et par extension ici "bactérie" ; le mot dans son ensemble illustre ainsi le fait que cette bactérie possède plusieurs noyaux. Les bactéries étant des procaryotes et ne possédant généralement pas de noyau, ces "noyaux" sont en réalité des structures semblables à des noyaux, observées pour la première fois au microscope par Fauré-Fremiet en 1952 dans des cellules de Polynucleobacter endosymbiotes du cilié Euplotes aediculatus,. 
Le nom d'espèce cosmopolitanus vient du grec kosmopolites, "habitant du monde" et du néolatin cosmopolitanus, "cosmopolite" ; cela veut donc dire que cette bactérie est ubiquitaire.

## Morphologie et physiologie[1]
Les cellules de Polynucleobacter cosmopolitanus se présentent en bâtonnets courbés, non motiles, d'une longueur de 0,5 à 1,4 µm et d'une épaisseur de 0,3 à 0,5 µm (cellules individuelles libres). Les colonies cultivées sur des plaques d'agar NSY apparaissent incolores (non pigmentées), circulaires et convexes avec une surface lisse, et atteignent un diamètre de 1 mm après 5-10 jours. La croissance est optimale à une température de 20-24 °C et une salinité de 0 %, bien que certaines souches tolèrent jusqu'à 0,5 %. La souche type, MWH-MoIso2, possède un taux de GC de 44,9 %.
Les souches sont chimioorganotrophes et aérobies, bien que certaines souches soient capables de pousser en conditions anaérobies. Elles se nourrissent de composés tels que l'acétate, le pyruvate, le malate, le galactose et l'alanine si tant est que le milieu de culture ait de faibles quantités de NSY.  

## Génome et phylogénie
La taille du génome de chacune des souches découvertes par Hahn et ses collaborateurs n'a pas été déterminé, en revanche la taille du génome de chaque souche proposée comme appartenant au taxon découvert fait une longueur de 1,9 à 2,1 Mb.
Le clade phylogénétique le plus proche de Polynucleobacter cosmopolitanus est celui de l'espèce Polynucleobacter necessarius.

## Écologie
Les membres du clade représenté par Polynucleobacter cosmopolitanus ont été isolés et détectés dans les colonnes d'eau d'habitats d'eaux douces courantes et stagnantes tels que des étangs, des lacs et des rivières. Une étude récente a comparé la tolérance à la salinité déterminée par les expériences écophysiologiques avec six cultures de souches pures de P. cosmopolitanus sur un gradient de salinité couvrant 16 lacs et allant de 0,2 g/L (eau douce) à 222 g/L (eaux hypersalines). Dans leur environnement in situ, les souches n'ont été détectées qu'à une salinité inférieure à 1 g/L, bien qu'une étude métagénomique à Chesapeake Bay (Maryland, États-Unis) ait rapporté la détection de l'espèce dans l'un des deux estuaires de l'étude, d'une salinité de 3,5 g/L (eaux oligosalines). Le taxon n'a en revanche pas été détecté dans des sites marins côtiers ou offshore. Ces observations indiquent que P. cosmopolitanus se trouve principalement dans les eaux douces, et peut aussi se trouver dans des habitats oligosalins mais non eusalins (océans) et hypersalins.    
Dans l'étude de Boenigk et ses collaborateurs de 2004, P. cosmopolitanus n'a pas montré de vulnérabilité particulière à la prédation par les flagellés bactériovores, alors qu'on sait que la prédation par ces flagellés représente en général un facteur de mortalité majeur pour le bactérioplancton des eaux douces. Cette faible vulnérabilité s'explique par la très petite taille des cellules de P. cosmopolitanus (moins de 0,1 µm3, ce qu'on appelle des ultramicrobactéries) ; cependant, les chercheurs n'ont pas non plus observé de résistance complète à la prédation.